# Чуря
Чуря — река в России, протекает по Турочакскому району Республики Алтай. Устье реки находится в 12 км от устья Пыжи по правому берегу. Длина реки составляет 22 км.

## Добыча золота
Проявления золотоносности на реке Чуря обнаружены в 1938 году. Прогнозные ресурсы золота на участке площадью около 8 квадратных километров составляют свыше 2,1 тонны, серебра — 7,6 тонны. Лицензию на разведку и добычу рудного золота на месторождении «Брекчия» в 2005 году получила золотодобывающая компания «Алтайская корона». В 2016 году компания планировала начать добычу с применением технологии кучного выщелачивания с использованием цианита натрия, однако жители близлежащих сёл на общественных слушаниях выступили против.

## Данные водного реестра
По данным государственного водного реестра России относится к Верхнеобскому бассейновому округу, водохозяйственный участок реки — Бия, речной подбассейн реки — Бия и Катунь. Речной бассейн реки — (Верхняя) Обь до впадения Иртыша.